# Klugerella aragoi
Klugerella aragoi is een mosdiertjessoort uit de familie van de Cribrilinidae. De wetenschappelijke naam van de soort is, als Flustra aragoi, voor het eerst geldig gepubliceerd in 1826 door Jean Victor Audouin.